# Tirreno-Adriatico 1990
La Tirreno-Adriatico 1990, venticinquesima edizione della corsa, si svolse dal 7 al 14 marzo 1990 su un percorso di 1040,5 km, suddiviso su 8 tappe. La vittoria fu appannaggio dello svizzero Tony Rominger, che completò il percorso in 27h29'18", precedendo il polacco Zenon Jaskuła e il francese Gilles Delion.

## Tappe
| Tappa  | Data     | Percorso                                                                | km     | Vincitore di tappa   | Leader cl. generale |
| ------ | -------- | ----------------------------------------------------------------------- | ------ | -------------------- | ------------------- |
| 1ª     | 7 marzo  | Bacoli > Bacoli                                                         | 15,9   | John Talen           | John Talen          |
| 2ª     | 8 marzo  | Napoli > Maiori                                                         | 175    | Tony Rominger        | Tony Rominger       |
| 3ª     | 9 marzo  | Amalfi > Ravello (cron. individuale)                                    | 6,8    | Jean-Claude Leclercq | Tony Rominger       |
| 4ª     | 10 marzo | Salerno > Isola del Liri                                                | 205    | Massimiliano Lelli   | Tony Rominger       |
| 5ª     | 11 marzo | Cerro al Volturno > Porto Sant'Elpidio                                  | 249,5  | Eric Vanderaerden    | Tony Rominger       |
| 6ª     | 12 marzo | Porto Recanati > Monte Urano                                            | 192    | Jean-Claude Leclercq | Tony Rominger       |
| 7ª     | 13 marzo | Grottammare > Acquasanta Terme                                          | 178    | Eddy Planckaert      | Tony Rominger       |
| 8ª     | 14 marzo | San Benedetto del Tronto > San Benedetto del Tronto (cron. individuale) | 18,3   | Erik Breukink        | Tony Rominger       |
| Totale | Totale   | Totale                                                                  | 1040,5 |                      |                     |

## Dettagli delle tappe

### 1ª tappa
- 7 marzo: Bacoli > Bacoli – 15,9 km

Risultati
| Pos. | Corridore    | Squadra             | Tempo  |
| ---- | ------------ | ------------------- | ------ |
| 1    | John Talen   | Panasonic-Sportlife | 20'40" |
| 2    | Asiat Saitov | Alfa Lum            | s.t.   |
| 3    | Danilo Gioia | GIS Gelati-Benotto  | s.t.   |

| Pos. | Corridore  | Squadra             | Tempo |
| ---- | ---------- | ------------------- | ----- |
| 1    | John Talen | Panasonic-Sportlife |       |

### 2ª tappa
- 8 marzo: Napoli > Maiori – 175 km

Risultati
| Pos. | Corridore          | Squadra       | Tempo    |
| ---- | ------------------ | ------------- | -------- |
| 1    | Tony Rominger      | Château d'Ax  | 4h36'10" |
| 2    | Gilles Delion      | Helvetia      | a 1'47"  |
| 3    | Maurizio Fondriest | Del Tongo-Rex | a 1'48"  |

| Pos. | Corridore     | Squadra      | Tempo |
| ---- | ------------- | ------------ | ----- |
| 1    | Tony Rominger | Château d'Ax |       |

### 3ª tappa
- 9 marzo: Amalfi > Ravello - (cron. individuale) – 6,8 km

Risultati
| Pos. | Corridore            | Squadra             | Tempo  |
| ---- | -------------------- | ------------------- | ------ |
| 1    | Jean-Claude Leclercq | Helvetia            | 14'35" |
| 2    | Tony Rominger        | Château d'Ax        | a 9"   |
| 3    | Martin Earley        | PDM-Ultima-Concorde | a 12"  |

| Pos. | Corridore     | Squadra      | Tempo |
| ---- | ------------- | ------------ | ----- |
| 1    | Tony Rominger | Château d'Ax |       |

### 4ª tappa
- 11 marzo: Salerno > Isola del Liri – 205 km

Risultati
| Pos. | Corridore          | Squadra              | Tempo    |
| ---- | ------------------ | -------------------- | -------- |
| 1    | Massimiliano Lelli | Ariostea             | 5h24'12" |
| 2    | Giorgio Furlan     | Diana-Colnago-Animex | s.t.     |
| 3    | Zenon Jaskuła      | Diana-Colnago-Animex | s.t.     |

| Pos. | Corridore     | Squadra      | Tempo |
| ---- | ------------- | ------------ | ----- |
| 1    | Tony Rominger | Château d'Ax |       |

### 5ª tappa
- 12 marzo: Cerro al Volturno > Porto Sant'Elpidio – 249,5 km

Risultati
| Pos. | Corridore         | Squadra               | Tempo    |
| ---- | ----------------- | --------------------- | -------- |
| 1    | Eric Vanderaerden | Buckler-Colnago-Decca | 6h44'06" |
| 2    | Olaf Ludwig       | Panasonic-Sportlife   | s.t.     |
| 3    | Giovanni Strazzer | Malvor-Sidi           | s.t.     |

| Pos. | Corridore     | Squadra      | Tempo |
| ---- | ------------- | ------------ | ----- |
| 1    | Tony Rominger | Château d'Ax |       |

### 6ª tappa
- 13 marzo: Porto Recanati > Monte Urano – 192 km

Risultati
| Pos. | Corridore            | Squadra               | Tempo    |
| ---- | -------------------- | --------------------- | -------- |
| 1    | Jean-Claude Leclercq | Helvetia              | 5h37'39" |
| 2    | Frans Maassen        | Buckler-Colnago-Decca | a 2"     |
| 3    | Maurizio Fondriest   | Del Tongo-Rex         | a 8"     |

| Pos. | Corridore     | Squadra      | Tempo |
| ---- | ------------- | ------------ | ----- |
| 1    | Tony Rominger | Château d'Ax |       |

### 7ª tappa
- 14 marzo: Grottammare > Acquasanta Terme – 178 km

Risultati
| Pos. | Corridore       | Squadra             | Tempo    |
| ---- | --------------- | ------------------- | -------- |
| 1    | Eddy Planckaert | Panasonic-Sportlife | 4h38'42" |
| 2    | Rolf Sørensen   | Ariostea            | s.t.     |
| 3    | Søren Lilholt   | Histor-Sigma        | s.t.     |

| Pos. | Corridore     | Squadra      | Tempo |
| ---- | ------------- | ------------ | ----- |
| 1    | Tony Rominger | Château d'Ax |       |

### 8ª tappa
- 15 marzo: Amalfi > Ravello - (cron. individuale) – 18,3 km

Risultati
| Pos. | Corridore     | Squadra              | Tempo  |
| ---- | ------------- | -------------------- | ------ |
| 1    | Erik Breukink | PDM-Ultima-Concorde  | 22'15" |
| 2    | Rolf Sørensen | Ariostea             | a 18"  |
| 3    | Zenon Jaskuła | Diana-Colnago-Animex | a 19"  |

| Pos. | Corridore     | Squadra              | Tempo     |
| ---- | ------------- | -------------------- | --------- |
| 1    | Tony Rominger | Château d'Ax         | 27h29'18" |
| 2    | Zenon Jaskuła | Diana-Colnago-Animex | a 2'31"   |
| 3    | Gilles Delion | Helvetia             | a 2'42"   |

## Classifiche finali

### Classifica generale - Maglia azzurra
| Pos. | Corridore            | Squadra               | Tempo     |
| ---- | -------------------- | --------------------- | --------- |
| 1    | Tony Rominger        | Château d'Ax          | 27h29'18" |
| 2    | Zenon Jaskuła        | Diana-Colnago-Animex  | a 2'31"   |
| 3    | Gilles Delion        | Helvetia              | a 2'42"   |
| 4    | Jean-Claude Leclercq | Helvetia              | a 2'46"   |
| 5    | Maurizio Fondriest   | Del Tongo-Rex         | s.t.      |
| 6    | Sean Kelly           | PDM-Ultima-Concorde   | a 2'58"   |
| 7    | Frans Maassen        | Buckler-Colnago-Decca | s.t.      |
| 8    | Martin Earley        | PDM-Ultima-Concorde   | a 3'12"   |
| 9    | Daniel Steiger       | Frank-Toyo            | a 3'22"   |
| 10   | Luc Roosen           | Histor-Sigma          | a 3'58"   |